# Lisa McGrillis
Lisa McGrillis (Cheltenham, 3 settembre 1982) è un'attrice britannica.
Ha ottenuto notorietà soprattutto grazie a ruoli da co-protagonista in serie TV come Hebburn e Mum. Ha inoltre recitato in teatri di rilievo come il Royal National Theatre e il Broadway theatre.

## Biografia
Nata a Cheltenham e cresciuta nei pressi di Carlisle, McGrillis studia recitazione presso l'Università della Northumbria. Ottiene i suoi primi ruoli negli anni 2000, apparendo in cortometraggi, alcuni film e nello spettacolo teatrale The Pitmen Painters, col quale va in scena prima presso il Royal National Theatre e poi presso Broadway. Nel 2011 recita nello spettacolo Molto rumore per nulla presso lo Shakespeare's Globe, interpretando il medesimo personaggio anche nel film Much Ado About Nothing del 2012. Nel 2012 ottiene il suo primo ruolo televisivo rilevante, recitando da co-protagonista nella serie TV della BBC Hebburn, apparendo in tutti gli episodi della sit-com.
Negli anni successivi continua a lavorare fra teatro e televisione, recitando ad esempio in The Pass (spettacolo andato in scena presso il Royal Court Theatre) e nella serie TV L'ispettore Gently. A partire dal 2016 è fra le protagoniste della sit-com della BBC Mum, apparendo in tutti gli episodi delle tre stagioni del programma. Nel 2018 recita nella serie TV No Offence e nel film Only You. Conclusa l'esperienza di Mum, recita nella serie TV King Gary e interpreta un ruolo secondario nel film Ultima notte a Soho.

### Vita privata
McGrillis è sposata con l'attore Stuart Martin, con cui ha avuto un figlio. L'attrice è un'ambasciatrice dell'organizzazione benefica PIPA.

## Filmografia

### Cinema
- The Other Possibility, regia di Ashley Horner (2007)
- Much Ado About Nothing, regia di Joss Whedon (2012)
- The Pass, regia di Ben A. Williams (2016)
- Only You, regia di Harry Wootliff (2018)
- Ultima notte a Soho (Last Night in Soho), regia di Edgar Wright (2021)

### Televisione
- Hebburn – serie TV, 13 episodi (2012-2013)
- Fungus the Bogeyman – miniserie TV, 2 episodi (2015)
- L'ispettore Gently (Inspector George Gently) – serie TV, 10 episodi (2014-2017)
- The Musketeers – serie TV, 1 episodio (2016)
- Mum – serie TV, 18 episodi (2016-2019)
- No Offence – serie TV, 6 episodi (2018)
- Delitti in Paradiso (Death in Paradise) – serie TV, episodio 8x08 (2019)
- Deadwater Fell – serie TV, 4 episodi (2020)
- Bumps – film TV, regia di Sandy Johnson (2020)
- King Gary – serie TV, 6 episodi (2020-2021)
- Sex Education - serie TV, 7 episodi (2023)

## Doppiatrici italiane
Nelle versioni in italiano delle opere in cui ha recitato, Lisa McGrills è stata doppiata da:
- Laura Lenghi ne L'ispettore Gently
- Valentina Favazza in Ultima notte a Soho
- Mattea Serpelloni in No Offence
- Giulia Catania in Sex Education